# Meïla

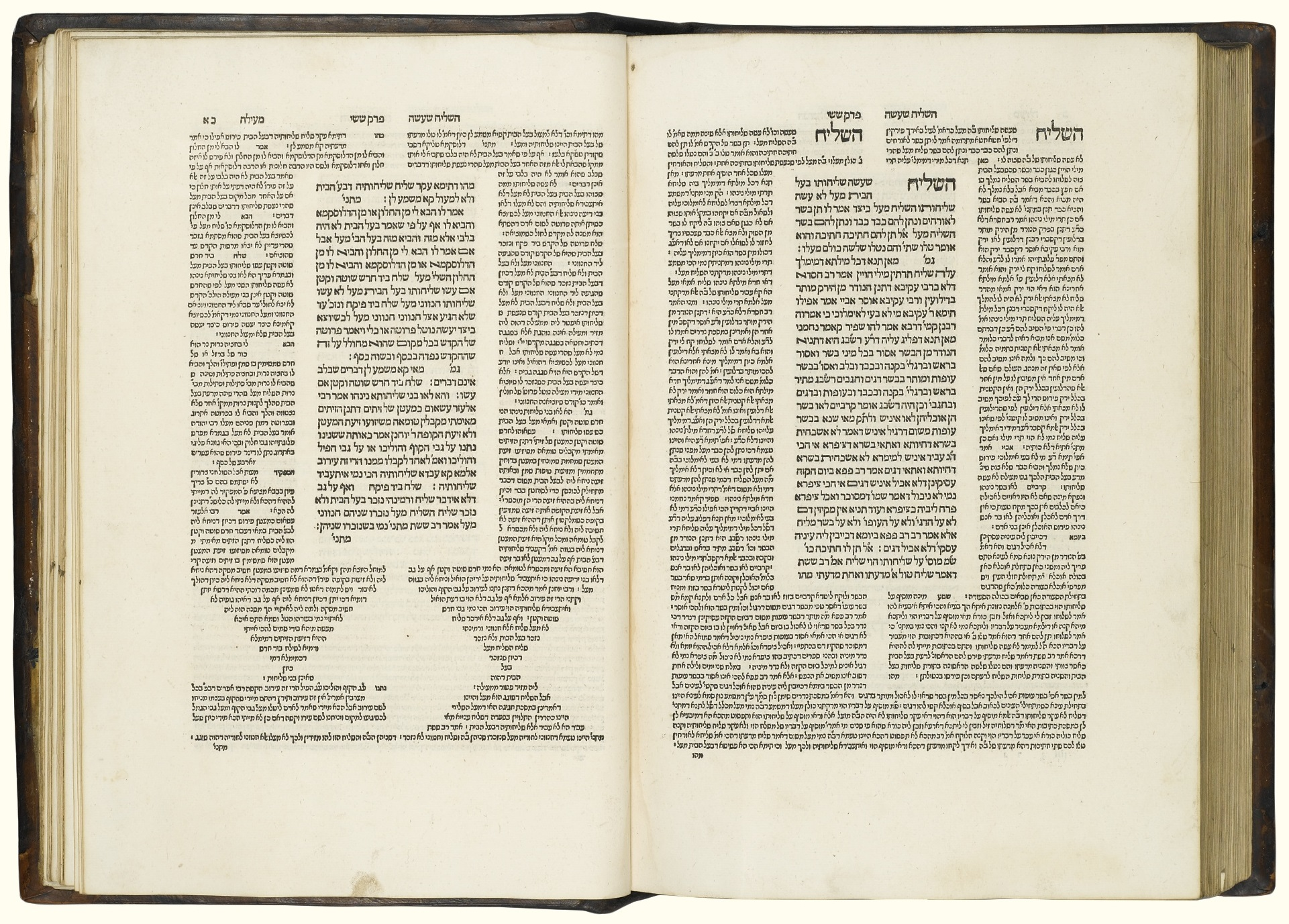

Meïla (Hebreeuws: מעילה, letterlijk vergrijp aan het gewijde) is het achtste traktaat (masechet) van de Orde Kodasjiem (Seder Kodasjiem) van de Misjna en de Talmoed. Het beslaat zes hoofdstukken.
Het traktaat Meïla gaat over het zich vergrijpen aan gewijde zaken zoals dit in de Thora in Leviticus 5:15 en volgende en Numeri 5:6-8 staat omschreven.
Meïla bevat alleen Gemara (rabbijns commentaar op de Misjna) in de Babylonische Talmoed, bestaande uit 22 folia en komt aldus in de Jeruzalemse Talmoed niet voor.